# Philaeus chrysops
Philaeus chrysops (Poda, 1761) è un ragno appartenente alla famiglia dei Salticidi.

## Descrizione

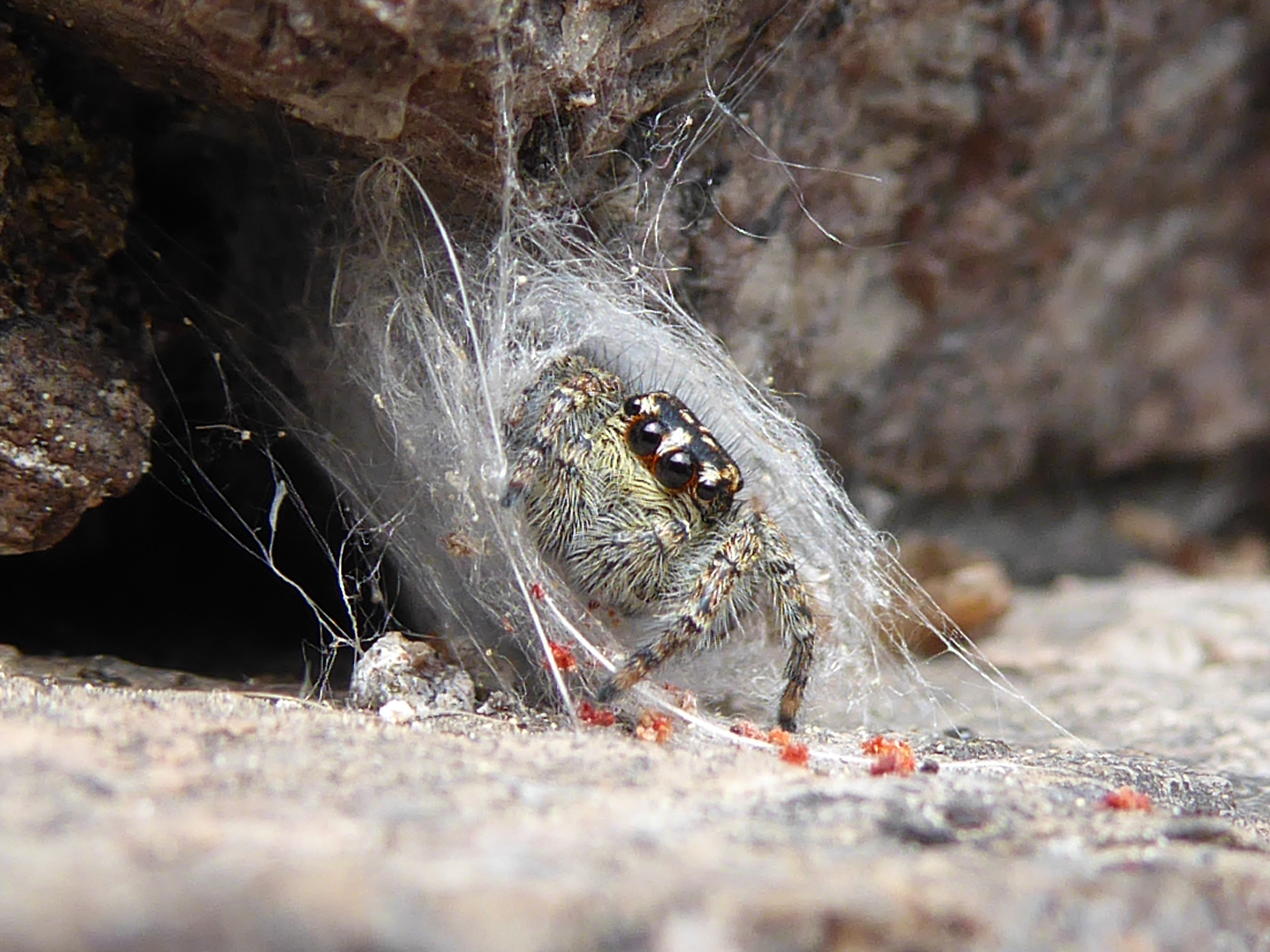
Un giovane maschio nella sua tela, circondata da resti di acari Trombididi che ha predato, fotografato a Piazzo (Trentino-Alto Adige, Italia)

La specie presenta un dimorfismo sessuale cromatico: i maschi hanno opistosoma rosso acceso, con una macchia dorsale nera, prosoma nero e zampe anch'esse nere, con peluria bianca; le femmine, invece, così come gli esemplari giovani di ambo i sessi, sono uniformemente nero-grigiastre, con strisce longitudinali più chiare.
Gli adulti sono grandi dai 7 ai 12 mm, con le femmine in media leggermente più grosse.

## Biologia
Come gli altri ragni Salticidi, Philaeus chrysops non usa la tela per catturare le prede, bensì caccia liberamente, saltando rapidamente addosso alle prede e bloccandole con artigli e pedipalpi. La caccia avviene solo durante il giorno, nelle ore calde, poiché con il buio questo ragno non ci vede.
Per accoppiarsi, il maschio va in cerca di una femmina; una volta trovata, inscena una "danza" per stimolare la partner e convincerla ad accoppiarsi, agitando in aria le zampe anteriori e tamburellando sul suolo con l'addome e i pedipalpi; avvenuto l'accoppiamento, la femmina depone le uova in un bozzolo, sorvegliandole fino alla schiusa. I neonati restano per alcuni giorni nel bozzolo, dopodiché escono e cominciano subito a cacciare e a trovarsi un'altra tana. Dopo aver svernato, i giovani ragni riprendono l'attività in primavera e diventano adulti intorno a luglio.

## Distribuzione
La diffusione di questa specie è documentata in gran parte d'Europa, più comune nei paesi meridionali, più caldi, mentre è meno comune via via che si sale di latitudine: non è segnalato in Irlanda, Islanda e alcune altre regioni settentrionali, come Scandinavia, Estonia, Lettonia e Russia europea settentrionale. Al di fuori dell'Europa, è presente in Africa del Nord, Vicino Oriente, Turchia, Caucaso, Asia centrale, Iran, Afghanistan, Cina, Mongolia e Corea. 
È frequente ritrovarlo in habitat asciutti, rocciosi o sabbiosi, con vegetazione bassa e aperta, nei mesi caldi di primavera ed estate.